# Квір
Квір (англ. Queer) — загальний термін на позначення ЛГБТК+, тобто людей, що не є гетеросексуальними або цисгендерними. Наприкінці ХІХ століття це слово означало дивний або своєрідний, його також вживали як лайливе позначення гомосексуальних людей. З кінця 1980-х років деякі політичні та соціальні ЛГБТК+-групи почали експропріювати слово, створивши спільноту для обстоювання політичної ідентичності. Термін поступово втрачає маргінальність, його застосовують у назвах навчальних дисциплін та дослідницьких напрямів, зокрема квір-теорії, щоб окреслити спільну опозицію до традиційного мислення. Квір-живопис, квір-культурні групи та квір-політичні групи також є прикладами сучасного вживання терміна квір.

## Етимологія

### Значення
В англійській мові XVI століття слово квір мало значення дивний, своєрідний або ексцентричний. Воно характеризувало щось підозріле чи «не зовсім правильне», а також осіб із незначними психічними розладами або тих, хто поводиться соціально неприйнятним чином.
Додаткові (нині застарілі) значення слова квір були пов'язані з почуттям нездоров'я або предметом сумніву чи підозри.
Вислів «Queer Street» у Великій Британії застосовують щодо людини у скрутному фінансовому становищі. У творі «Друга пляма» 1903 року, що ввійшов до серії «Повернення Шерлока Холмса», інспектор Лестрейд погрожує, що за погану поведінку констебль «опиниться у Queer Street», тобто втратить статус і привілеї.

### «Гомосексуальні» значення
Після виходу твору «Друга пляма» термін почали застосовувати щодо «сексуальних відхилень» та на позначення гомосексуальних і/або стереотипно «жіночних» чоловіків. Ранній випадок використання слова в цьому сенсі можна побачити в листі Джона Шолто Дугласа, 9-го маркіза Куїнсберрі від 1894 року.
Використання слова квір як зневажливого позначення геїв поширилося у XX столітті. Цей термін застосовували щодо чоловіків, які мають сексуальні стосунки з іншими чоловіками, а також щодо осіб із небінарною гендерною ідентичністю (наприклад, трансгендерів).

### Протилежні значення
З кінця 1980-х років термін квір починає втрачати первинний зневажливий відтінок, набуваючи натомість нейтрального або навіть позитивного значення. Слово переймає сама ЛГБТК+ спільнота, застосовуючи його для самоідентифікації. Одним із перших випадків такого використання терміна була організація Queer Nation, заснована в березні 1990 року. Вона стала відомою завдяки анонімному літуну, що поширив послання під назвою «Квіри, прочитайте це» на нью-йоркському Марші рівності в червні 1990 року. У тексті містився уривок, що пояснював потребу прийняття штампа квір: 
|  | Ах, чи дійсно ми повинні використовувати це слово? Це біда. Кожен квір має свій власний погляд на це. Для декого це означає дивність, ексцентричність або таємничість... А для інших «квір» викликає в уяві ті жахливі спогади про підліткові страждання від гомофобії... Ну так, «гей» великий. Це має сенс. Але коли ми, геї та лесбійки, прокидаємося вранці, то відчуваємо гнів і огиду. Тож ми вирішили назвати себе «квір». Використання цього слова — це спосіб нагадати нам, як ми сприймаємося рештою світу. |

Наприкінці 2000-х і на початку 2010-х років деякі спільноти почали використовувати цей термін, щоб оприявнити причетність до форм сексуальності, гендерної ідентичності й інтерсексуального статусу, які недостатньо представлені в ЛГБТК+-абревіатурі.
Слово квір і літера-абревіатура «Q» стали загальновживаними, особливо у Сполучених Штатах.

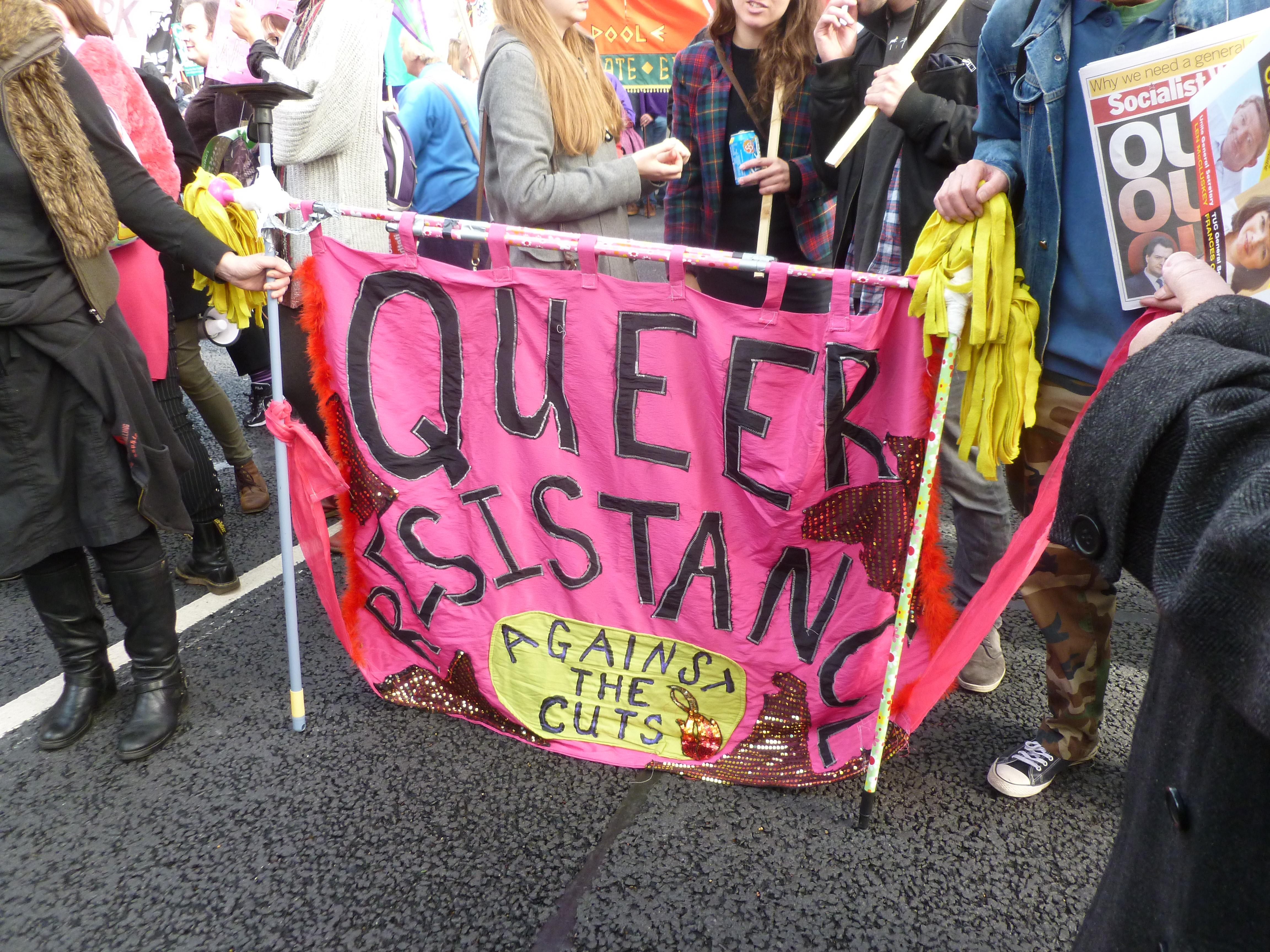
Банер «Квір опір» на марші

## Сфера вжитку
Термін квір часто використовують у соціально-політичному значенні активісти й активістки, а також особи, що рішуче відкидають традиційні гендерні ідентичності й чітку сексуальну ідентифікацію та є чутливими до репресивного впливу гетеронормативної культури. За такого використання слово зберігає історичну конотацію з перебуванням «поза межами суспільної норми» і може бути витлумачене як «порушення соціальних правил для статі та гендеру». Термін є дуже влучним саме через його неоднозначність, яка дозволяє квір людям уникнути жорстких обмежень і чітких класифікацій, пов'язаних з іншими способами називання. У цьому контексті квір не є абсолютним синонімом ЛГБТК+, що створює простір видимості для квір-гетеросексуалів, а також не квір-гомосексуалів.
Діапазон значень слова квір змінюється. Окрім ідентифікації ЛГБТК+ осіб, слово також використовують на позначення пансексуалів, інтерсексів, гендерквірів, асексуалів, а також цисгендерних людей, чиї сексуальна орієнтація або практика виключили їх із гетеросексуального мейнстриму, наприклад, поліамурів і тих, хто практикує БДСМ.
Для деяких гендерно небінарних осіб термін квір означає руйнування меж ідентичності. Багатьом квір людям складно чи непотрібно конкретизувати власну сексуальну чи гендерну ідентичності; вони, до того ж не завжди ідентифікують себе з одним конкретним гендером. Квір рух стає політичним протестом проти гетеронормативності, заразом відмовляючись брати участь у традиційній есенціалістській політиці ідентичності.

## Квір у наукових колах
Спершу термін квір був найуживанішим у контексті ЛГБТК±історії та теорії літератури. Згодом поле значень розширилося, і нині термін функціонує в межах академічної сфери та застосовується у дослідженнях із біології, соціології, антропології, історії науки, філософії, психології, сексології, політології, етики та в інших галузях вивчення особистості, життя, історії, інакшості та її сприйняття. Такі організації, як Ірландський квір архів, займаються також збиранням і збереженням історії ЛГБТК+.
У сучасних наукових колах термін квір і похідний прикметник квірний широко застосовують у вивченні літератури, дискурсу, у наукових галузях та інших соціальних і культурних сферах дослідження небінарних гендерних ідентичностей. Слово також часто використовують у межах гендерних досліджень.
Квір-дослідження є вивченням питань, пов'язаних із сексуальною орієнтацією та гендерною ідентичністю. Увага дослідників і дослідниць зосереджена зазвичай довкола культури ЛГБТК+.
Квір-теорія є частиною постструктуралістської критичної теорії, яка з'явилася на початку 1990-х, увібравши досвід квір-досліджень і жіночих студій. У межах квір-теорії функціонують також квір-теологія та квір-педагогіка.

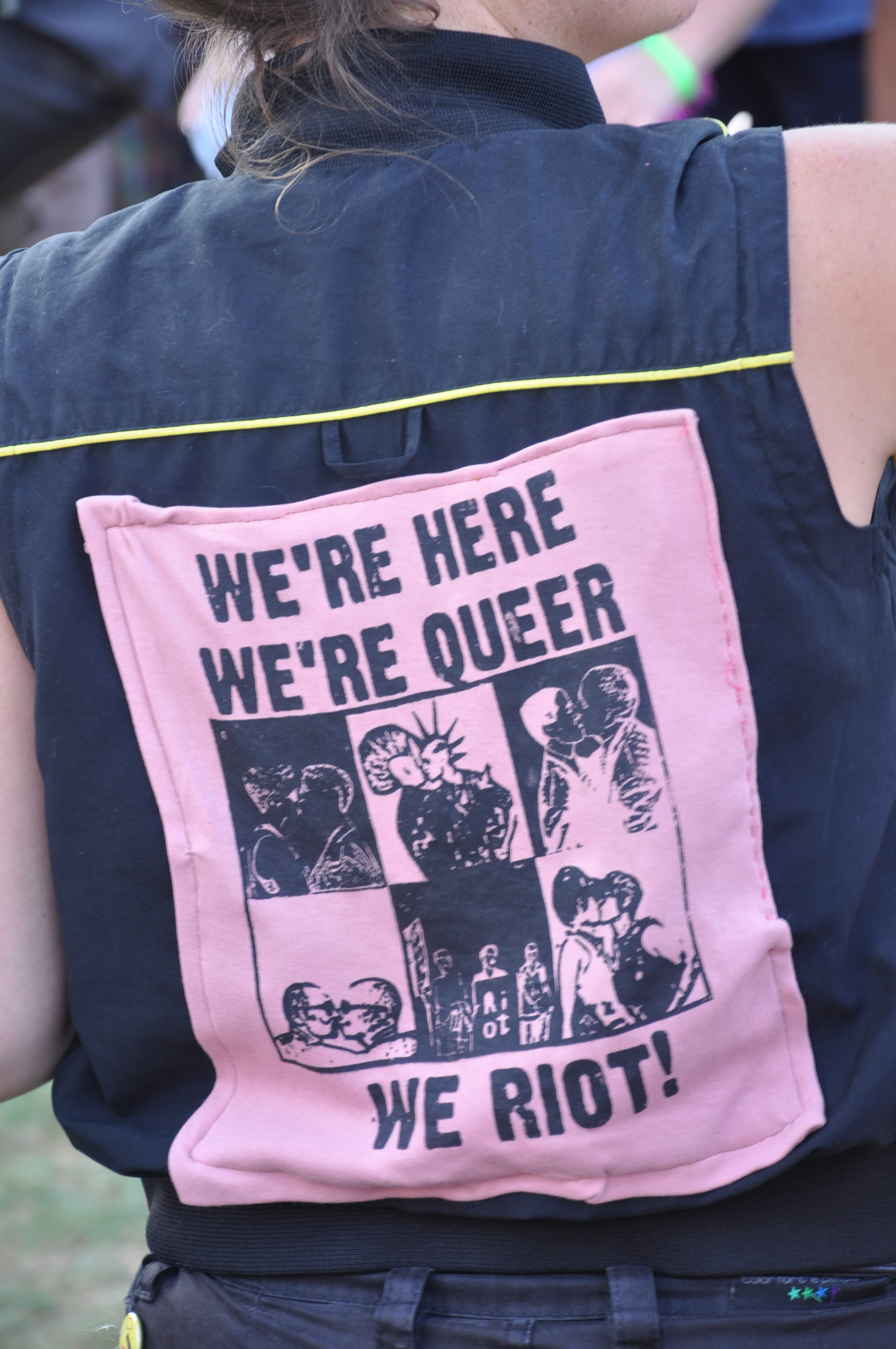
Напис на одязі: «Ми тут, ми квірні, ми бунтуємо!»

## Квір-мистецтво
Позначкою квір часто маркують художні рухи, зокрема ті, що стосуються кіно. На початку 1990-х років New Queer Cinema був рухом за незалежне кіно з квір-тематикою. Серед сучасних квір-кінофестивалів варто згадати Мельбурнський фільмовий квір-фестиваль, Mardi Gras Film Festival в Австралії, Mumbai Queer Film Festival в Індії, Asian Queer Film Festival в Японії і Queersicht у Швейцарії. Китайський режисер Цуй Зі'ен створив у 2008 році документальну стрічку про гомосексуальність у Китаї, назвавши її Queer Китай. Прем'єра відбулася на Пекінському квір-кінофесті у 2009 році — після кількох невдалих спроб отримати дозвіл уряду.
Серед багатопрофільних квір-фестивалів мистецтв можна згадати Outburst Queer Arts Festival Belfast у Північній Ірландії, Queer Arts Festival у Канаді і National Queer Arts Festival у Сполучених Штатах.
На телебаченні термін квір і відповідна проблематика постали в межах британського серіалу Queer As Folk і його американсько-канадського аналога — Queer Eye, а також у мультфільмі Queer Duck.

## Квір-культура і політика
Кілька світових ЛГБТК+-рухів використовують ідентифікатор квір, наприклад, Queer Cyprus Association на Кіпрі та Queer Youth Network у Великій Британії. В Індії проходять паради Queer Azaadi Mumbai й Delhi Queer Pride Parade. Використання терміна квір і абревіатури Q також поширене в Австралії, його вживає національна консультаційна та соціальна служба Qlife і Q Новини.
Інші громадські рухи існують як галузі квір-культури або комбінують квір-тематику з іншими проблемами. Прихильники квір-націоналізму підтримують ідею про те, що ЛГБТ-спільнота є окремим народом з унікальною культурою і звичаями. Квіркор (спочатку гомокор) є культурним і соціальним рухом, який почався в середині 1980-х років як відгалуження панк-культури. Квіркор є критичним щодо нетолерантності соціуму, гендерних та сексуальних упереджень і обмежень, а також порушує проблему прав людини у тематичних журналах, музичних творах, листах і кіно.
Термін квір-міграція використовують на позначення зміни місця проживання ЛГБТК±людьми, які прагнуть уникнути дискримінації або жорстокого поводження через їхні орієнтацію або гендерне самовираження. Такі організації, як Iranian Railroad for Queer Refugees, намагаються допомогти цим людям із переселенням.

## Суперечливий характер терміна
Застосування терміна квір досі є суперечливим. Багато ЛГБТК+ відмовляються використовувати це слово. Для цього є кілька причин.
- Деякі ЛГБТК+ схвалюють допомогу квірам, так само як допомогу усім представникам інакшої орієнтації, але вважають цей термін образливим, глузливим або самопринизливим, враховуючи традицію його використання для розпалювання ненависті[10].

- Інші ЛГБТК+ обурюються через використання слова квір, тому що асоціюють його з політичним радикалізмом. Вони також не згодні з тим, як застосовують термін квір політичні радикали, що відіграли роль у розділенні ЛГБТК±спільноти за політичними переконаннями, класовою належністю, статтю, віком тощо. Суперечка про слово також знаменує собою соціальний і політичний розкол в ЛГБТК±спільноті, що розділилася на тих, хто не ототожнює себе із квір-ідентичністю і прагне бути звичайним членом суспільства, і на тих, хто бачить ЛГБТК±спільноту як окреме й конфронтаційне явище, а не частину нинішнього соціального ладу[11].

- Деякі ЛГБТ уникають використання цього слова, бо сприймають його як дивакуватий сленг або академічний жаргон.